# Luke Jones (motociclista)
Luke Jones (Hereford, 23 settembre 1988) è un pilota motociclistico britannico.

## Carriera
La sua carriera sportiva è iniziata nel karting per poi passare alle minimoto mentre l'esordio nelle gare motociclistiche risale al 2004 con il campionato nazionale britannico riservato alle Aprilia da 125 cm³.
Per quanto riguarda le competizioni del motomondiale, ha partecipato quale wild card solamente al Gran Premio motociclistico di Gran Bretagna 2007 della classe 125 alla guida di una Honda e piazzandosi al 34º posto in qualifica e al 22º in gara.
In seguito si è dedicato alle competizioni britanniche di superstock e di superbike. Torna a disputare delle gare internazionali nel 2016 quando partecipa, in qualità di pilota sostitutivo, a due gare nella Superstock 1000 FIM Cup con la Kawasaki ZX-10R del team Agro On-Benjan-Kawasaki. I punti ottenuti col decimo posto guadagnato nel Gran Premio di casa a Donington gli consentono di chiudere al ventiseiesimo posto in classifica piloti.

## Risultati nel motomondiale
| 2007 | Classe | Moto  |  |  |  |  |  |  |  |    |  |  |    |  |  |  |  |  |  |  | Punti | Pos. |
| ---- | ------ | ----- |  |  |  |  |  |  |  | -- |  |  | -- |  |  |  |  |  |  |  | ----- | ---- |
| 2007 | 125    | Honda |  |  |  |  |  |  |  | 22 |  |  | NE |  |  |  |  |  |  |  | 0     |      |

| Legenda | 1º posto        | 2º posto            | 3º posto            | A punti      | Senza punti        | Grassetto – Pole position Corsivo – Giro più veloce |
| Legenda | Gara non valida | Non qual./Non part. | Ritirato/Non class. | Squalificato | '-' Dato non disp. | Grassetto – Pole position Corsivo – Giro più veloce |